# Longas mac nUislenn
Longas mac nUislenn ['Loŋgas vak 'nuʃlʴeN] („Das Exil der Söhne Uislius“) ist der Titel einer Remscéla (Vorerzählung) der Táin Bó Cuailnge („Der Rinderraub von Cooley“) aus dem 9. Jahrhundert. Sie ist im Lebor Laignech („Das Buch von Leinster“), im Leabhar Buidhe Lecain („Das Gelbe Buch von Lecan“), sowie in einem Manuskript aus dem frühen 16. Jahrhundert erhalten.

## Inhalt
Der Dichter (fili) Fedlimid mac Daill des alternden Königs Conchobar mac Nessa von Ulster lädt diesen und seine Begleiter zu einem Gelage in sein Haus ein. Plötzlich schreit das ungeborene Kind im Leib seiner schwangeren Frau so laut auf, dass es alle hören. Die Frau befragt verstört den Druiden Cathbad nach der Ursache des Schreis und erhält zur Antwort:

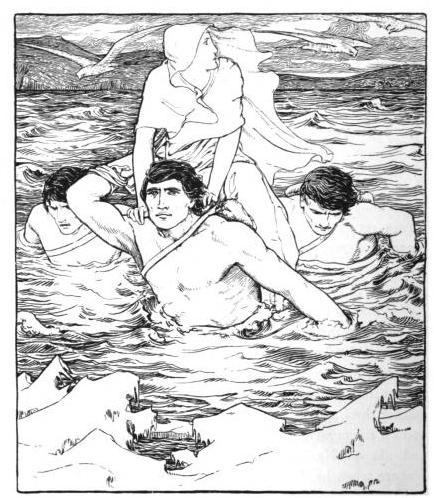
Deirdres Flucht mit den Söhnen Uislius

| fot chriol bronn bé fuilt buidi ségdaib súilib sían a grúade fri dath snechtai sét a détgne níamdae a béoil bé dia-mbiat eter Ulad | bécestar buide-chass sell-glassaib. gorm-chorcrai. samlamar diamin. partuing-deirg: il-ardbe erredaib. |  | „Im Behältnis deines Schoßes schrie auf eine Frau von blondem Haar, blondlockig, mit edlen, irisblauen Augen. [Wie] Fingerhut ihre bläulich-purpurnen Wangen. Der Farbe des Schnees vergleichen wir den makellosen Schatz ihrer Zähne. Glänzend ihre scharlachroten Lippen: eine Frau, für die es viele Schlachten geben wird zwischen den Wagenkämpfern der Ulter.“ |

Cathbad spürt das Ungeborene im Mutterleib toben und nennt sie deshalb Deirdre („die Tobende“). Trotz der Bitten der Ulter, das gefährliche Kind sofort zu töten, lässt Conchobar Fedlimids Frau zur Geburt in ein abgelegenes Gehöft bringen, zu einer alten Frau namens Leborcham, da er das Mädchen nach seinen Wünschen erziehen lassen will. Er beabsichtigt, Deirdre zu heiraten, wenn sie erwachsen ist.
Aber Deirdre trifft mit Leborchams Hilfe Naoise (auch Noísiu), den Sohn Uislius und Elbhas und Enkel Cathbads, einen jungen Krieger und Sänger, und verliebt sich in ihn. Durch Androhung von Glám dícenn (Spottversen) bringt sie ihn dazu, mit ihr zu flüchten. Die beiden fliehen gemeinsam mit Naoises zwei Brüdern Ardán und Ainnle nach Alba (Schottland), doch auch dort werden sie wegen Deirdres Schönheit vom Pikten-König verfolgt.
Schließlich landen sie auf einer entlegenen Insel. Conchobar schickt Deirdres Ziehmutter Leborcham zu Deirdre, um zu erfahren, ob Deirdres Schönheit durch die Strapazen gelitten hat. Diese will Deirdre vor der unerwünschten Heirat mit Conchobar schützen und behauptet, Deirdre habe all ihre Schönheit verloren. Conchobar hat jedoch einen weiteren Kundschafter geschickt, der ihm wahrheitsgemäß berichtet, Deirdre sei so schön wie immer.
Daraufhin bietet der König ihnen freies Geleit nach Hause an und sendet seinen Sohn Cormac Conn Longas mit Fergus mac Róich und Dubthach als Bürgen. Doch bei der Heimreise wird Naoise, noch bevor er die Königsburg Emain Macha erreichen kann, von Eogan mac Durthacht, Conchobors Gefolgsmann, hinterrücks getötet. Die drei Bürgen verlassen deshalb empört über den Verrat Ulster und schließen sich den feindlichen Connachtern unter König Ailill mac Máta und Königin Medb an. In seinem Zorn über Deirdres Weigerung, ihn zu heiraten, bietet Conchobar sie dem Mann an, der Naoise getötet hat. Sie begeht daraufhin Selbstmord, indem sie ihren Kopf aus dem fahrenden Kriegswagen gegen einen Felsen schlägt.
Eine Fortsetzung dieser Erzählung ist Tochmarc Luaine acus aided Athirni („Die Werbung Luaines und der Tod Athirnes“).
Diese Sage ist eine der keltischen Quellen von Tristan und Isolde. Das gleiche Thema behandelt die Sage Diarmuid und Gráinne, die das Schicksal von Fionn mac Cumhaill, Diarmuid und Gráinne schildert.

## Moderne Rezeption
Der irische Dichter William Butler Yeats hat sein Drama Deirdre nach dem überlieferten Stoff geschrieben. Yeats beschreibt die seelische Stimmung der Haupthelden, der Inhalt wird in knapper Form auf den letzten Tag der Tragödie reduziert. Deirdre, Naoise und Fergus warten nach ihrer Rückkehr aus Schottland in einer Waldhütte auf Conchubar, der ihnen Aussöhnung versprochen hatte. Er bricht das Versprechen, tötet Naoise und Deirdre begeht Selbstmord. Fergus verbietet dem König, die Tote auch nur zu berühren.